# غاغني
غاغني(
نطق فرنسي: [ɡaɲi]  ( أنصت)
</img>) وهي بلدية في الضواحي الشرقية لباريس، فرنسا. وتقع 14.2 كيلومتر (8.8 ميل) من وسط باريس.

## جغرافية

### موقع
وتقع غاغني حوالي 10 كم شرق باريس. وحتى القانون في 10 يوليو 1964، كانت البلدية جزءاً من مقاطعة سين وواز. وبعد ذلك، جعلت إعادة تقسيم المقاطعات القديمة في سين وسين وواز هذه البلدية جزءاً من سين سان دوني بعد نقل إداري دخل حيز التنفيذ في 1 يناير 1968.

## تاريخ
وتأسست الدير في القرن الحادي عشر من قبل أديلا من شامبين. وكانت غاني إقطاعية إتيان دي غاني، زوج لبياتريس دي مونفيرميل في القرن الثالث عشر. واستمر الدير حتى عام 1771، وهو تاريخ قمعها من قبل السلطة الدينية.
وكان لدى غاني عدة قلاع، أهمها هدم في عام 1765، وكان ملكاً لدومينيك دي فيراري، للملك ماتير ديهوتيل أوداراني في عام 1660. وفي هذه الحديقة يمكن العثور على نبع سان-فياكر، الذي زود متنزه رينسي بالمياه في نهاية القرن الثامن عشر.
وكانت قلعة ميسون-روج، على طراز لويس الثالث عشر مللك فرنسا، وملكية تالية لـ هوكوارت، وماركيز مونتفيرميل، ثم في عام 1845، كانت مملوكة لـ لويس فيليب الأول، ثم في عام 1864 إلى ميشيل فيكتور كروشيت، نحات وحرفي من باريس. وفي عام 1894، بعد وفاة زوجته بفترة وجيزة، باع ميشيل فيكتور كروشيت وطفلاه ملكية ميزون روج إلى المجتمع الديني للفاديون. ثم أقام الفاديون ديراً هناك. ثم تم شراؤها في عام 1913 من قبل الأخوات بوي، الخياطين المشهورين. عند وفاة الأخت الثانية، في عام 1953، استحوذت عليها المدينة. تم تدميرها في نهاية الحرب العالمية الثانية، وهدمت القلعة في عام 1955.
وخلال الثورة الفرنسية، تحولت الكنيسة بعد إغلاقها إلى معبد العقل.
واحتلت قوات الحلفاء غاغني خلال 1814-1815، ثم احتلها البروسيون أثناء حصار باريس عام 1870.
وفي 20 مايو 1869، تم فصل جزء صغير من إقليم غاغني ودمجه مع جزء من إقليم ليفري غارغان وجزء من إقليم كليشي سو بوا لإنشاء بلدية لو رينسي.
وخلال الحرب العالمية الأولى (1914-1918)، تجمعت سيارات الأجرة التي استولت عليها باريس وضواحيها أمام مبنى البلدية. وتم اتهامهم بنقل الجنود إلى الجبهة (بالقرب من نانتويل لو هودوين) لصد الهجوم الألماني.

## سياسة

### التوحيد الإداري والانتخابي
وحتى قانون 10 يوليو 1964، كانت البلدية جزءاً من مقاطعة سين وواز. بعد إعادة تقسيم المقاطعات القديمة في سين وسين إت أويسن، وكانت البلدية تنتمي إلى سين سان دوني. دخل النقل حيز التنفيذ في 1 يناير 1968.
والبلدية هي جزء من كانتون جاني.

## المدن التوأم
وفي عام 1974، توأمت غاغني مع مدينتي ساتون وبيشوب أوكلاند الإنجليزيتين. وفي عام 1978، أصبحت غاغني معى قلادسيكس، الدنمارك.

## شعارات النبالة
قالب:Blazon-arms

## المواصلات
وتخدم غاغني محطتان على خط باريس بي إي آر: غانغي ولوتشيناي غاني.
وتخدم المدينة أيضاً العديد من خطوط الحافلات. بالإضافة إلى ذلك، تتوفر خدمة النقل البلدية للمسافرين. يتبع طريقين: الأول خدمات الجزء الجنوبي من التجمع، والثاني خدمات الجزء الشمالي.

## السكان والمجتمع

### التركيبة السكانية
وفي عام 2017، بلغ عدد سكان البلدية 39358 نسمة.

### تعليم

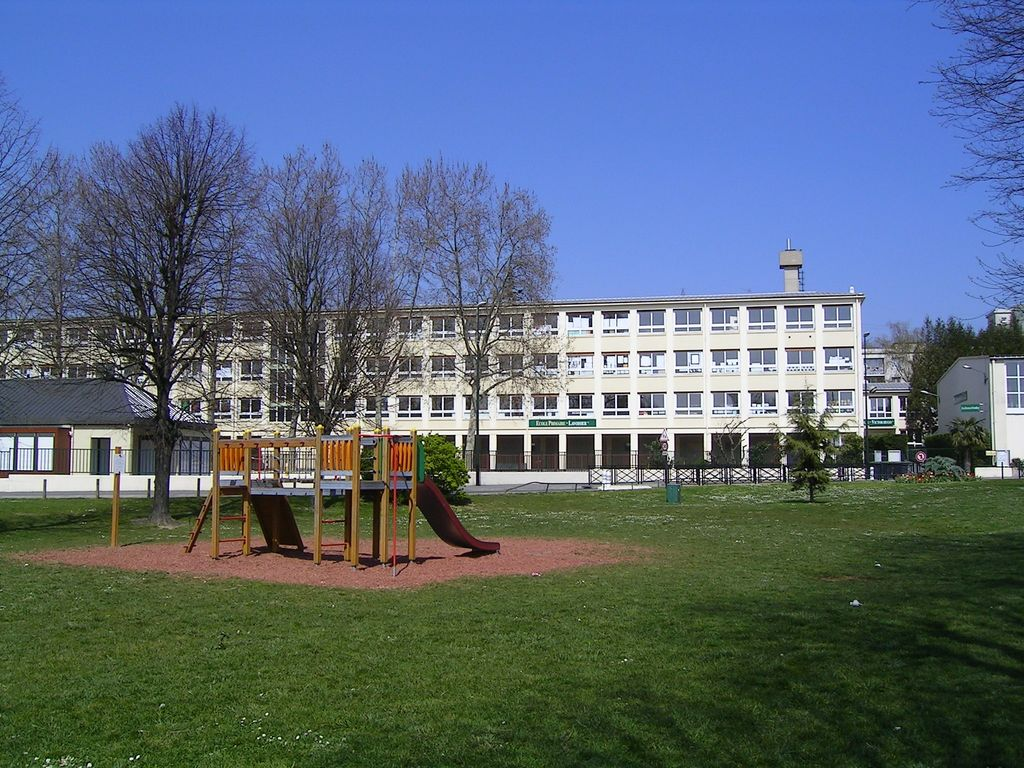
École primaire لافوازييه

المدارس الابتدائية العامة في البلدية تشمل:
- 9 روضات / حضانات (الأمهات) [7]
- 9 مدارس ابتدائية [8]

- المدارس الثانوية الإعدادية (كوليج): Madame de Sévigné وPablo Neruda وThéodore Monod
- المدارس الثانوية العليا / كليات الصف السادس: Lycée Gustave Eiffel ، Lycée Jean-Baptiste Clément

- مدرسة سانت جان دارك وجمعية مركاز حتورة (حضانات ومدارس ابتدائية). [8] [7]

### دِين
غاغني هي موطن لعدد من الجماعات الدينية، بما في ذلك الكاثوليك واليهود والمسلمين والأرثوذكس والبروتستانت.

#### الكنائس الكاثوليكية
- Église Sainte-Thérèse de Gagny
- Église Saint-Germain de Gagny
- Église Sainte-Bernadette de Gagny (كنيسة الرعية)

#### المعابد
- كنيس Raincy-Villemomble-Gagny
- مجتمع مركاز حتورة

#### الجوامع
- جمعية قلم الدالياس
- جمعية السلام
- جمعية ABCG

هذه المنظمات الثلاث توحدها اتحاد المسلمين المنتسبين لجاني.

#### الكنائس الأرثوذكسية
- سان سيرافين دي ساروي

#### الكنائس البروتستانتية
المجتمع البروتستانتي المرتبط بكنيسة فرنسا الإصلاحية لديه مكان للعبادة.

## اقتصاد
وعلى حدود رينسي، لا تزال المحاجر قديمة حيث تمت إزالة الجبس منذ القرن السابع عشر مرئية. وكان استغلال الجبس الناعم، المعروف باسم «باريس»، وهو الصناعة الرئيسية في الغابون حتى الخمسينيات من القرن الماضي. وأغلقت محاجر المسط القديمة عام 1965.
وبحلول نهاية القرن التاسع عشر، في بعض المحاجر المهجورة، كان الفطر يُزرع بالفعل في باريس.
وتم استبدال محاجر الجبس السابقة في غاغني بمشروع مركز تسوق كبير، والذي تم استبداله هو نفسه بخشب النجمة، وهو عبارة عن مزرعة للأشجار.

## أنظر أيضا
- كوميونات مقاطعة سين سان دوني

## روابط خارجية
- الموقع الرسمي (بالفرنسية)